# Foreste pluviali montane della penisola di Huon
Le foreste pluviali montane della penisola di Huon sono un'ecoregione terrestre dell'ecozona australasiana, appartenente al bioma delle foreste pluviali di latifoglie tropicali e subtropicali (codice ecoregione: AA0105), che si estende per circa 15.500 km² sulla penisola di Huon, nella parte nord-orientale della Nuova Guinea.
Lo stato di conservazione è considerato relativamente stabile.

## Territorio

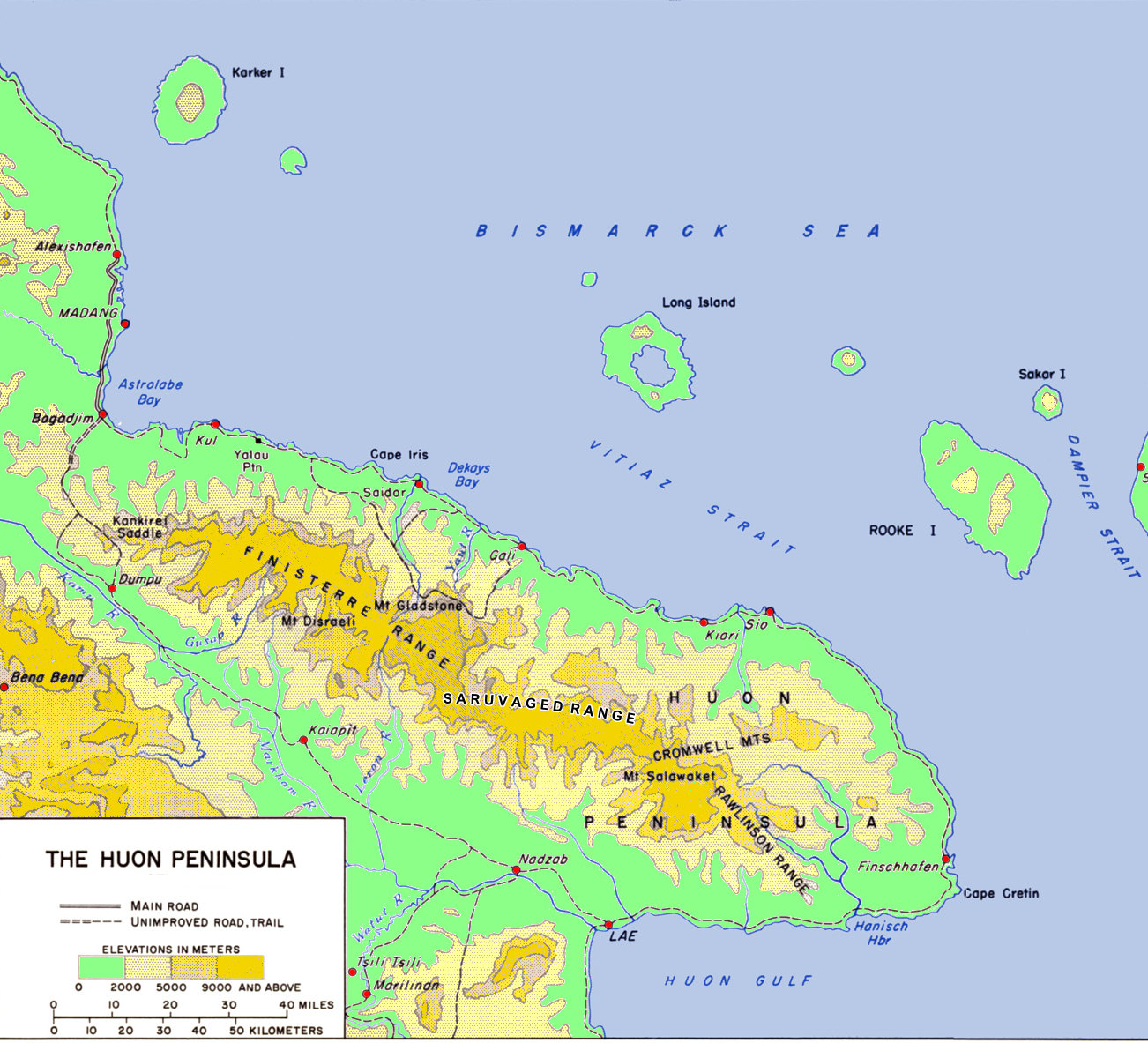
Mappa della penisola di Huon

Questa ecoregione comprende le foreste umide montane situate tra i 1.000 e i 3.000 metri di altitudine lungo le principali catene montuose della penisola di Huon, nella Papua Nuova Guinea (PNG).
L'area si estende per circa 270 km in lunghezza e comprende tre catene montuose principali, da ovest verso est: i monti Finisterre, i monti Saruwaged e i monti Cromwell-Rawlinson. I monti Finisterre sono i più elevati, raggiungendo i 4.150 m s.l.m. con il monte Boising, la seconda cima più alta della PNG dopo il monte Wilhelm. I monti Saruwaged sono leggermente meno elevati e culminano a 4.099 m s.l.m. con il monte Sarawaget (noto anche come monte Bangeta). I monti Cromwell e Rawlinson sono più bassi, con altitudini rispettive di 2.660 e 2.850 metri. Le vette più elevate ospitano ambienti alpini ecologicamente fragili, che ricadono nell'adiacente ecoregione delle Praterie subalpine della Catena Centrale (AA1002).
L'ecoregione è separata dalla contigua regione delle Foreste pluviali montane della Cordigliera Centrale dalle valli dei fiumi Ramu a nord e Markham a sud.
Il clima è tropicale umido, tipico della Melanesia, nella porzione occidentale dell'Oceano Pacifico, a nord dell'Australia
Dal punto di vista geologico, questa parte della Nuova Guinea è estremamente attiva e presenta una storia tettonica complessa. La geologia superficiale dell'ecoregione è costituita da una combinazione di siltiti mioceniche, conglomerati, vulcaniti e calcari. In particolare, la catena dei monti Finisterre è caratterizzata da una ripida cresta di roccia calcarea.

## Flora

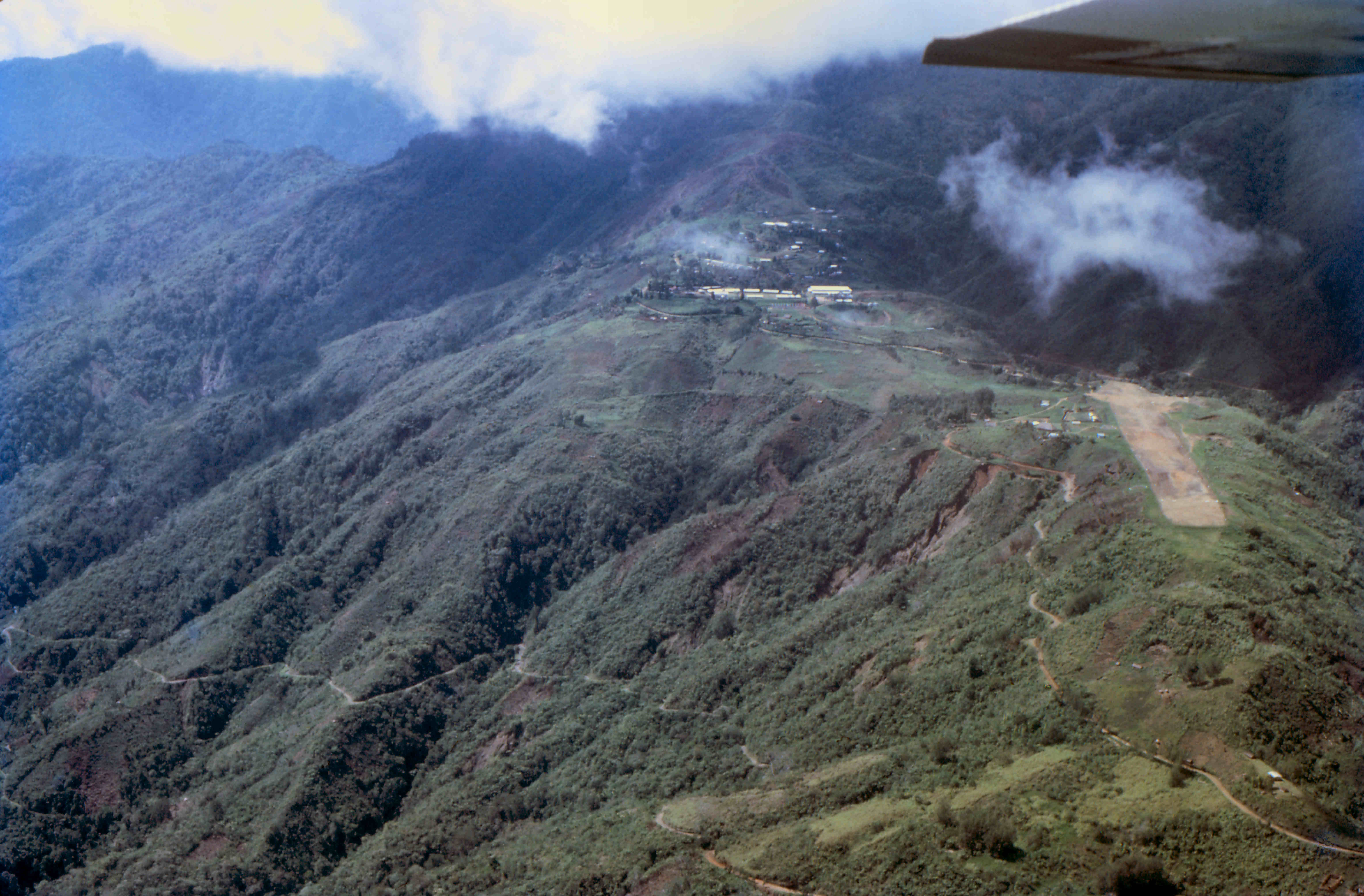
Kasanombe sui monti Saruwaged

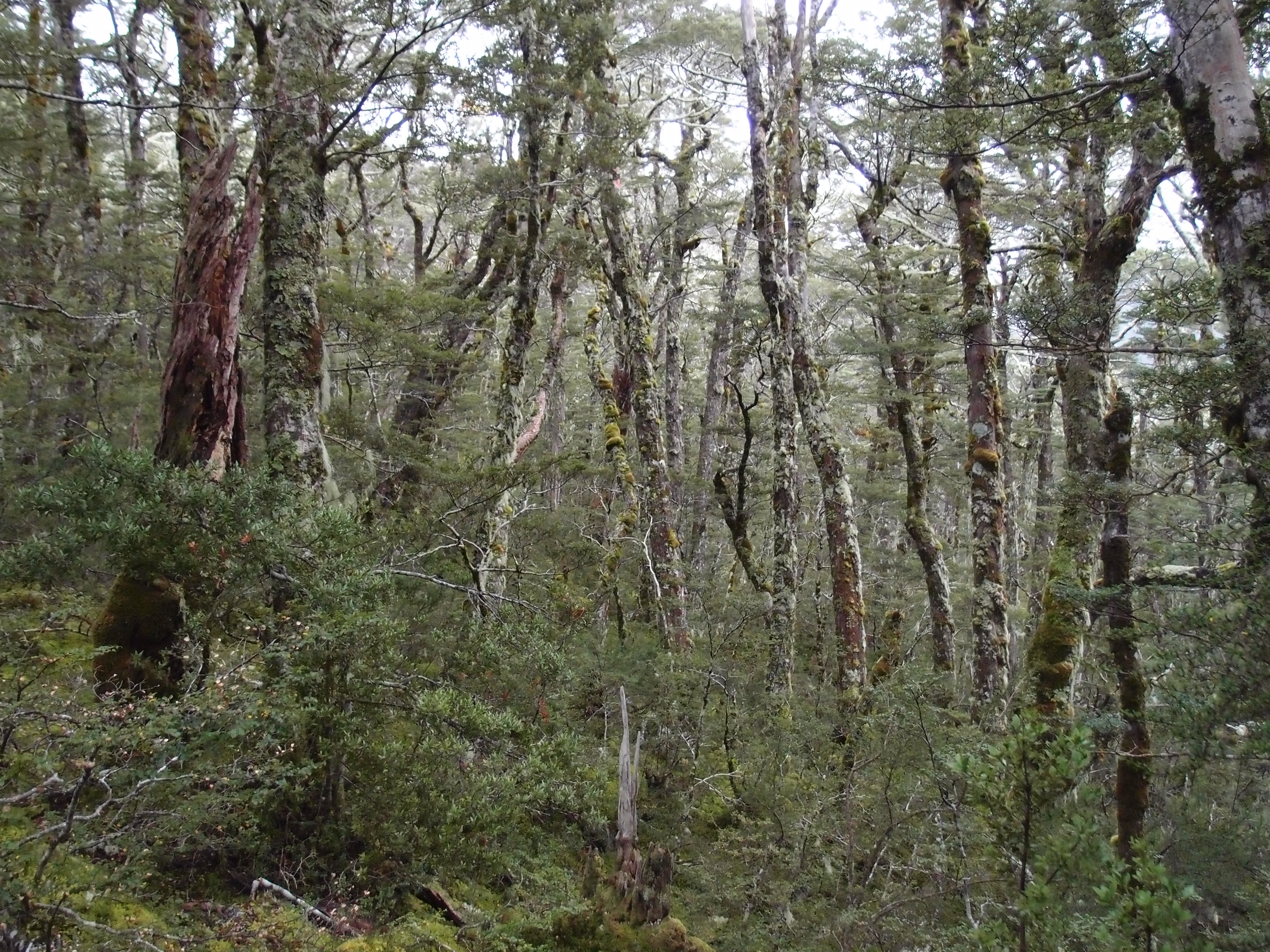
Bosco di Nothofagus

La vegetazione dell'ecoregione è composta principalmente da foreste tropicali umide sempreverdi di tipo collinare, con un'elevata presenza di foreste montane sempreverdi e una piccola percentuale di foreste su suoli calcarei.
Le foreste collinari di pianura sono chiuse, con chiome relativamente basse, uno strato arbustivo aperto e uno strato erbaceo denso, rispetto alle foreste alluvionali di bassa quota. Le palme risultano poco abbondanti. Tra gli alberi dominanti si annoverano Pometia, Canarium, Anisoptera, Cryptocarya, Terminalia, Syzygium, Ficus, Celtis, Dysoxylum e Buchanania. Specie come Koompassia, Dillenia, Eucalyptopsis, Vatica e Hopea sono localmente abbondanti, e densi boschi di Araucaria si trovano in aree sparse. Queste foreste rappresentano una zona di transizione tra le foreste alluvionali sottostanti e le foreste montane superiori.
Le foreste montane, pur essendo influenzate da variazioni climatiche e morfologiche, presentano chiome più uniformi e di minore altezza rispetto a quelle collinari. La densità degli alberi e del sottobosco è generalmente elevata. Le specie predominanti includono Nothofagus, membri delle famiglie Lauraceae, Cunoniaceae, Elaeocarpaceae, Lithocarpus, Castanopsis, Syzygium e Ilex. Nothofagus e Araucaria possono costituire boschi puri e fitti. Le Myrtaceae, le Elaeocarpaceae e le conifere aumentano in abbondanza con l'altitudine. Le conifere, tipiche delle quote superiori ai 2.000 m, comprendono Dacrycarpus, Podocarpus, Phyllocladus e Papuacedrus.
I monti Cromwell ospitano ampie foreste di Dacrydium. Nelle foreste montane inferiori (fino a 2.000 m) predominano Castanopsis e Lithocarpus. Oltre tale quota si sviluppano comunità di Xanthomyrtus, Vaccinium e Rhododendron, mentre foreste miste di Lithocarpus e Elmerrillia si estendono fino a circa 2.300 m. Sopra i 2.400 m prevalgono Elaeocarpus e conifere come Phyllocladus, Podocarpus e Dacrydium. I monti Cromwell ospitano l'unica vasta foresta di Dacrydium non disboscata dell'emisfero australe.
Il muschio epifita Merrilliobryum tanianum è endemico dell'ecoregione.
All'interno dell'area si trovano due importanti centri di diversità vegetale (CDP): la Finisterre Range e la penisola di Huon.

## Fauna
La ricchezza faunistica dell'ecoregione può essere considerata da moderata ad elevata, mentre l'endemismo è compreso tra basso e moderato rispetto ad altre ecoregioni dell'Indo-Malesia. Tuttavia, la catena dei monti Finisterre – che rappresenta circa un terzo dell'ecoregione – ospita il maggior numero di specie endemiche di vertebrati a sangue caldo della terraferma rispetto a qualsiasi area di pari dimensioni in Papua Nuova Guinea.

### Mammiferi

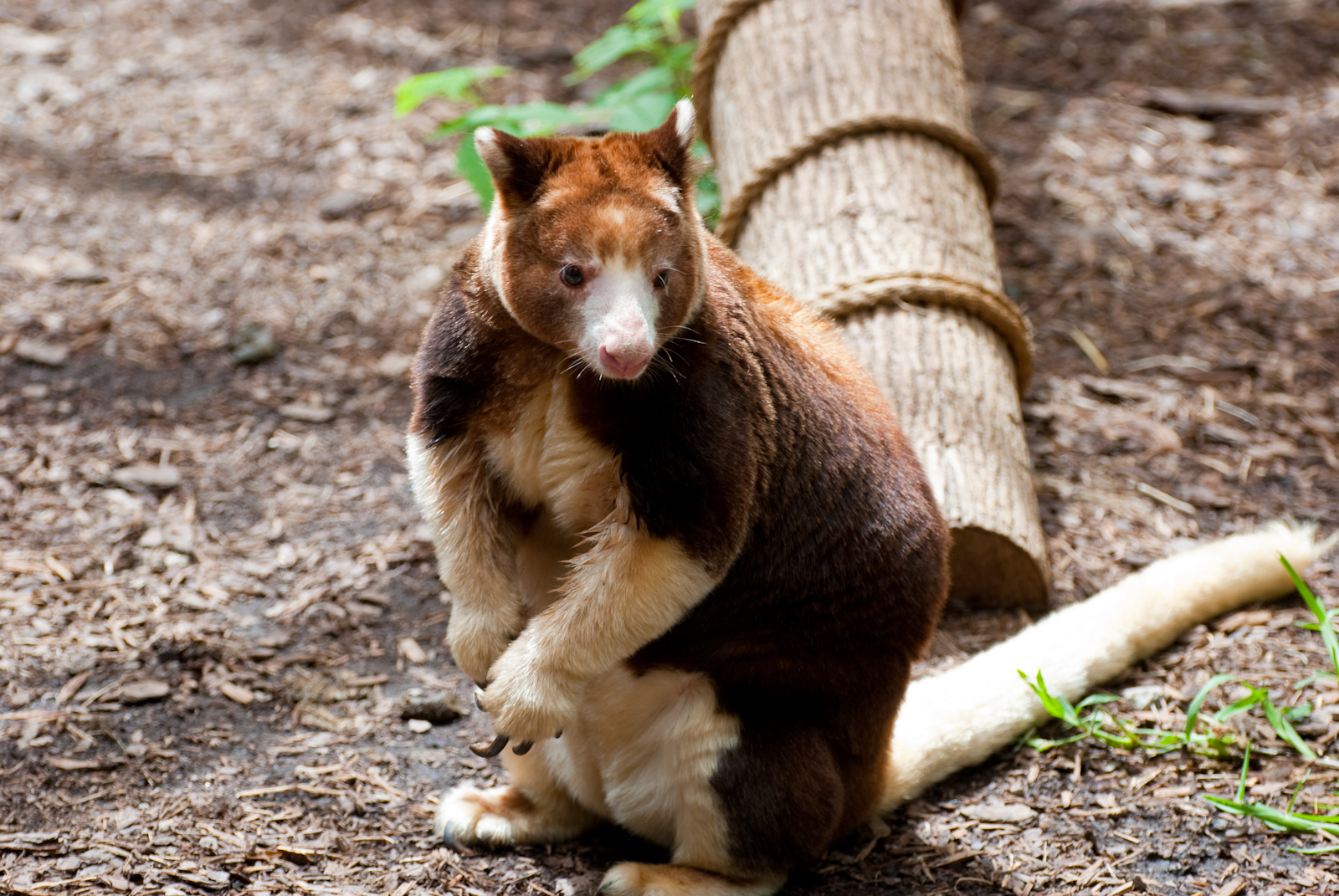
Dendrolagus matschiei, Zoo di Toronto, 2009

La fauna dei mammiferi comprende un'ampia varietà di marsupiali tropicali dell'Australasia, tra cui i canguri arboricoli. L'ecoregione ospita 81 specie di mammiferi, sei delle quali endemiche o quasi endemiche. Tra queste, il canguro arboricolo di Huon (Dendrolagus matschiei), in pericolo di estinzione, è endemico della regione. È presente anche l'echidna dal becco lungo orientale (Zaglossus bartoni), diffusa ma anch'essa in pericolo.
Altri mammiferi endemici o quasi endemici includono:
- Pogonomelomys mayeri - pogonomelomys di Mayer;
- Abeomelomys sevia - topo di Menzies;
- Rattus novaeguineae - ratto della Nuova Guinea;
- Leptomys ernstmayri - ratto d'acqua di Ernst Mayr;
- Melomys gracilis - ratto dalla coda nera.

### Uccelli

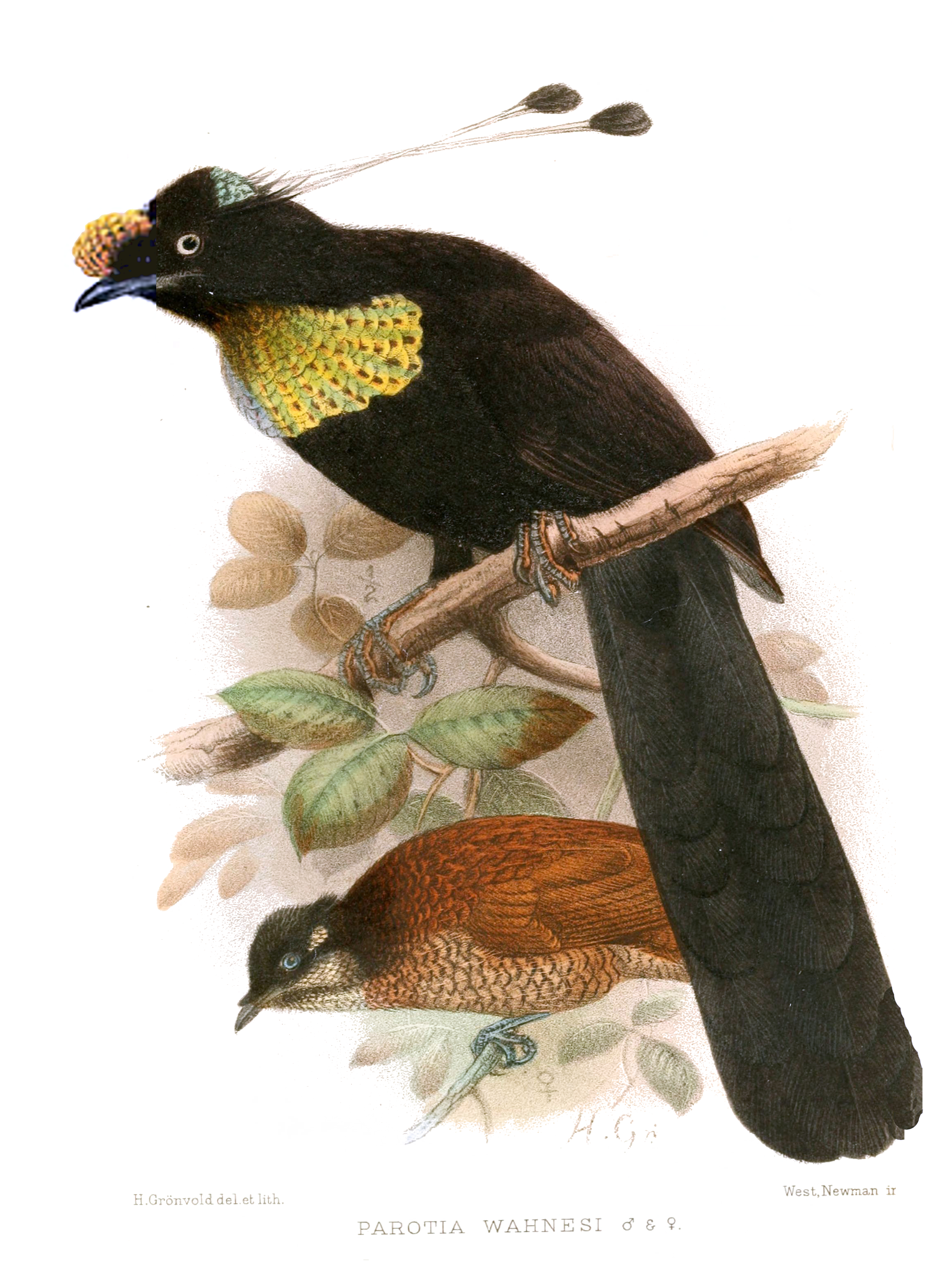
Parotia wahnesi, illustrazione di Henrik Grønvold, 1911

L'avifauna presenta forti affinità australasiatiche e comprende rappresentanti delle famiglie Paradisaeidae, Ptilonorhynchidae, Eopsaltridae e Meliphagidae. 
L'ecoregione coincide quasi completamente con l'Endemic Bird Area (EBA) delle Catene montuose Adelbert e Huon (escludendo tuttavia l'effettiva catena montuosa Adelbert).
L'EBA ospita 11 specie a distribuzione ristretta, 10 delle quali si trovano all'interno dell'ecoregione. Complessivamente, sono presenti 16 specie di uccelli endemiche o quasi endemiche, tra cui la paradisea di Wahnes (Parotia wahnesi). L'avifauna dell'area è ancora relativamente poco studiata.
Altre specie endemiche o quasi endemiche includono:
- Psittaculirostris edwardsii - pappagallo dei fichi di Edwards;
- Psittacella madaraszi - pappagallo di Madarasz;
- Chalcopsitta duivenbodei - lori di Duivenbode;
- Eurostopodus archboldi - succiacapre di Archbold;
- Aerodramus papuensis - salangana papua;
- Ptiloprora meekiana - mangiamiele striato di Meek;
- Ptiloprora guisei - mangiamiele striato dorsocastano;
- Melidectes ochromelas - mangiamiele delle colline;
- Melidectes foersteri - mangiamiele di Foerster;
- Melipotes ater - succhiamiele ornato di Huon;
- Ptilorrhoa geislerorum - garrulo gioiello testabruna;
- Ifrita kowaldi - ifrita;
- Astrapia rothschildi - paradisea dell'Huon;
- Paradisaea guilielmi - paradisea dell'imperatore Guglielmo;
- Anthus gutturalis - spioncello della Nuova Guinea.

## Conservazione

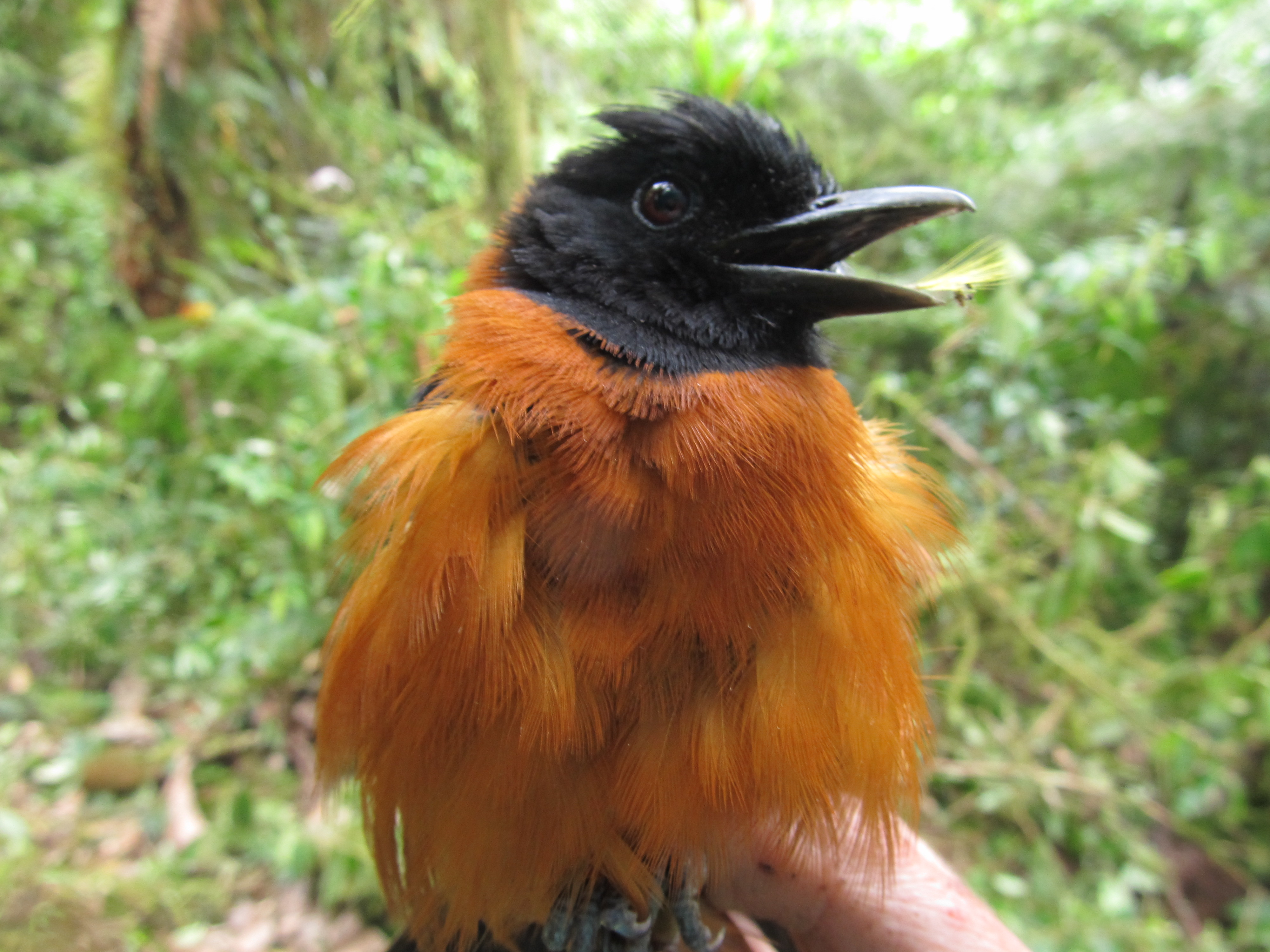
Pitohui dichrous, YUS Conservation Area, 2011

Ad eccezione di una certa perdita di copertura forestale nella parte meridionale dell'ecoregione, la maggior parte dell'habitat naturale rimane intatta. Attualmente, le minacce a questa ecoregione sono contenute: la maggior parte delle foreste non risulta soggetta a pressioni significative di degrado. Tuttavia, alcune aree collinari e gli altopiani alpini mostrano segni di vulnerabilità legati allo sviluppo e ad attività antropiche emergenti.
Lo stato di conservazione complessivo è considerato relativamente stabile e l'ecoregione è in gran parte ancora intatta.
Le principali aree protette presenti nella regione sono:
- Riserva di Nusareng, nella provincia di Morobe, Papua Nuova Guinea;[7]
- Area di conservazione YUS, anch'essa nella provincia di Morobe, Papua Nuova Guinea.[8]